# Shades of a Blue Orphanage
Shades of a Blue Orphanage – drugi album studyjny irlandzkiego zespołu hardrockowego Thin Lizzy, wydany 10 marca 1972 przez wytwórnię Deram Records.

## Twórcy
- Eric Bell – gitary
- Brian Downey – perkusja, instrumenty perkusyjne
- Phil Lynott – gitara basowa, śpiew, gitara akustyczna

### Gościnnie
- Clodagh Simonds – klawesyn, melotron

## Lista utworów
| 1. | "The Rise & Dear Demise of the Funky Nomadic Tribes" | 7:06  |
|    |                                                      |       |
| 2. | "Buffalo Gal"                                        | 5:30  |
|    |                                                      |       |
| 3. | "I Don't Want to Forget How To Jive"                 | 1:46  |
|    |                                                      |       |
| 4. | "Sarah"                                              | 2:59  |
|    |                                                      |       |
| 5. | "Brought Down"                                       | 4:19  |
|    |                                                      |       |
| 6. | "Baby Face"                                          | 3:27  |
|    |                                                      |       |
| 7. | "Chatting Today"                                     | 4:19  |
|    |                                                      |       |
| 8. | "Call the Police"                                    | 3:37  |
|    |                                                      |       |
| 9. | "Shades of a Blue Orphanage"                         | 7:06  |
|    |                                                      |       |
|    |                                                      | 40:09 |
|    |                                                      |       |